# 飛行場
機場（英語：Aerodrome、Airdrome、Airfield），亦稱飛機場、飛行場，指用於航空器起降活動之地方，陸地與水體皆可，包括民用機場、軍用機場、水上機場等。